# 欧州国家憲兵隊
欧州国家憲兵隊（おうしゅうこっかけんぺいたい、European Gendarmerie Force, EGF）は、欧州連合加盟国による国際部隊。各国の国家憲兵隊の連合組織であり、紛争地域等における治安維持、民間人の保護、組織犯罪への対応等を行うことを目的としている。2004年にオランダで設立が宣言された。実働開始は2006年7月20日。
本部はイタリアのヴィチェンツァにあり、発足当初の参加国はフランス（ジャンダルムリ）、スペイン（グアルディア・シビル）、ポルトガル（共和国国家警備隊）、イタリア（カラビニエリ）、オランダ（王立保安隊）の5ヶ国である。2009年3月にルーマニア（国家憲兵隊）、2011年にはポーランド（憲兵隊）も正式参加した。この他、リトアニアがパートナー、トルコ（ジャンダルマ）がオブザーバーとなっている。必要に応じ30日以内に800名から900名の部隊を派遣することができるようになっており、2,000名規模の増援も可能となっている。
2007年、欧州連合部隊とともにボスニア・ヘルツェゴビナに投入されたのを皮切りに、2009年には国際治安支援部隊の一部としてアフガニスタンに派遣、2010年には国際連合ハイチ安定化ミッションにも送られている。